# Discografie van Maarten van der Vleuten
Dit is de discografie van Maarten van der Vleuten, die onder een groot aantal pseudoniemen werkte:
| Jaar | Pseudoniem of groepsnaam                    | Titel                                                                                          | Formaat       | Label              | Opmerking                                                                               |
| ---- | ------------------------------------------- | ---------------------------------------------------------------------------------------------- | ------------- | ------------------ | --------------------------------------------------------------------------------------- |
| 1987 | The Noise Architect                         | Art As Terrorism                                                                               | cassette      | MAWA               |                                                                                         |
| 1991 | 48V Phantom Power                           | Feel D-Base                                                                                    | 12"           | R&S                | een nummer i.s.m. Frank De Wulf                                                         |
| 1991 | Orpheus                                     | Saludos                                                                                        | 12"           | R&S                | i.s.m. Fierce Ruling Diva                                                               |
| 1991 | Major Malfunction                           | Magic Moments                                                                                  | 12"           | Djax Records       | met Marius Kuilenberg                                                                   |
| 1991 | Major Malfunction                           | ...Gives You Central House                                                                     | 12"           | Djax               | met Marius Kuilenberg                                                                   |
| 1991 | Maarten van der Vleuten                     | TZ 2                                                                                           | 12"           | TZ                 |                                                                                         |
| 1991 | Dutch Department Of Techno                  | Starwood Party                                                                                 | 12"           | See Saw            | met remixen van Human Beings, Terrace, Speedy J, Exposure, Gijs Vroom, Party Atmosphere |
| 1992 | Cliche                                      | Cliche Trax                                                                                    | 12"           | Djax               | i.s.m. Aardvarck (remix)                                                                |
| 1992 | G.S.G. (Glue Sniffing Gerald)               | Trip Trax                                                                                      | 12"           | Djax               |                                                                                         |
| 1992 | Zimt                                        | Set Into A Trance                                                                              | 12"           | Outrage            |                                                                                         |
| 1992 | Zimt                                        | Blue Note                                                                                      | 12"           | Outrage            |                                                                                         |
| 1992 | Zimt                                        | Better Than Your Dream                                                                         | 12"           | Outrage            |                                                                                         |
| 1992 | Flux                                        | True Feelings                                                                                  | 12"           | Outrage            |                                                                                         |
| 1992 | Integrity                                   | The Way I Live                                                                                 | 12"           | Outrage            |                                                                                         |
| 1992 | Integrity                                   | Living In A Fantasy                                                                            | 12"           | Outrage            | i.s.m. Aardvarck                                                                        |
| 1992 | Pultec                                      | Die Menschmachine                                                                              | 12"           | Outrage            |                                                                                         |
| 1992 | Flashback                                   | Feel The Bass                                                                                  | 12"           | See Saw, Billytron | i.s.m. Sandy Kandau                                                                     |
| 1992 | 48V Phantom Power                           | Graffity                                                                                       | 12"           | R&S                |                                                                                         |
| 1992 | Maarten van der Vleuten & David Morley      | TZ 7                                                                                           | 12"           | TZ                 | i.s.m. David Morley                                                                     |
| 1992 | Gangrene                                    | Sickness E.P.                                                                                  | 12"           | See Saw            |                                                                                         |
| 1992 | D.J. Dusk                                   | Chique E.P.                                                                                    | 12"           | See Saw            |                                                                                         |
| 1993 | In-Existence                                | Moonwater                                                                                      | cd, dubbel-lp | Apollo             |                                                                                         |
| 1993 | Major Malfunction                           | House Shield Re-Activated                                                                      | cassette      | Surreal Sound      |                                                                                         |
| 1995 | Error 441                                   | Mmmmmmm                                                                                        | 12"           | Beton              |                                                                                         |
| 1995 | Flux                                        | Sonoprinter E.P.                                                                               | 12"           | Mekanik            |                                                                                         |
| 1995 | Flux                                        | The Mindboggling Mystery                                                                       | 12"           | Klang Elektronik   |                                                                                         |
| 1995 | Cryptic                                     | Unconscious E.P.                                                                               | 12"           | Paraphrase         |                                                                                         |
| 1995 | Major Malfunction                           | Private Performances                                                                           | 12"           | Djax               | solo                                                                                    |
| 1996 | Flux                                        | Variations On Loops                                                                            | 12"           | Signum             |                                                                                         |
| 1996 | Phlux                                       | Hi-Fi Stereo !                                                                                 | 12"           | Signum             |                                                                                         |
| 1996 | Flux                                        | Morphing Of Man                                                                                | 12"           | Signum             |                                                                                         |
| 1996 | Frantic                                     | E.F.T. Lovers                                                                                  | 12"           | XS                 |                                                                                         |
| 1996 | Maarten & Tjeerd                            | Lunetten E.P.                                                                                  | 12"           | U-Trax             | coproductie met Tjeerd Verbeek                                                          |
| 1997 | Flux                                        | Zah Ath                                                                                        | 12"           | Signum             |                                                                                         |
| 1998 | Flux                                        | Bloemendael Effect                                                                             | 12"           | Signum             |                                                                                         |
| 1998 | In-Existence                                | Private Rituals                                                                                | cd            | Signum             |                                                                                         |
| 1999 | V48                                         | First Flower                                                                                   | 12"           | Passiflora         |                                                                                         |
| 1999 | V48                                         | 2                                                                                              | 12"           | Passiflora         |                                                                                         |
| 1999 | E 144                                       | Ungestillt                                                                                     | 12"           | Zodiak Commune     | i.s.m. Maarten Blom                                                                     |
| 2000 | V48                                         | Third                                                                                          | 12"           | Passiflora         |                                                                                         |
| 2000 | V48                                         | No. 4                                                                                          | 12"           | Passiflora         |                                                                                         |
| 2001 | Vandervleuten                               | The Masterplan Remixes                                                                         | 12"           | Glam               |                                                                                         |
| 2001 | Vandervleuten                               | Variations On A "Love Me" Theme                                                                | 12"           | Glam               |                                                                                         |
| 2001 | V48                                         | Five                                                                                           | 12"           | Passiflora         |                                                                                         |
| 2002 | Flux                                        | Laiad                                                                                          | cd            | Signum             |                                                                                         |
| 2005 | In-Existence                                | Vow Of Silence                                                                                 | lp            | Tonefloat          |                                                                                         |
| 2005 | Maarten van der Vleuten Vs The Use Of Ashes | The Ice Mixes                                                                                  | 2x12"         | Snavel             |                                                                                         |
| 2006 | In-Existence                                | De Verkenningen                                                                                | cd            | Signum             |                                                                                         |
| 2006 | In-Existence                                | Of Truth, Eternal Beauty And Nought...                                                         | cd            | Signum             |                                                                                         |
| 2006 | Maarten van der Vleuten                     | Kremahitz                                                                                      | 12"           | Mighty Robot       | i.s.m. Rude 66 (remix) en Aardvarck                                                     |
| 2006 | Major Malfunction                           | Donderdozen                                                                                    | digitaal      | Signum             | e.p.                                                                                    |
| 2006 | Vandervleuten                               | Sex Machines                                                                                   | digitaal      | Glam               | e.p.                                                                                    |
| 2007 | Maarten van der Vleuten                     | Unreleased Work 1991-1995                                                                      | digitaal      | Signum             | album                                                                                   |
| 2007 | Maarten van der Vleuten                     | Kurt's Zimmer Publikation                                                                      | cd-single     | Signum             | inclusief boek                                                                          |
| 2008 | Maarten van der Vleuten                     | High Intolerance Towards Low Energies                                                          | lp            | Tonefloat          |                                                                                         |
| 2009 | Maarten van der Vleuten & Ignace Schretlen  | Een Onvermoede Bocht                                                                           | cd            | Signum             | inclusief dichtbundel                                                                   |
| 2009 | Maarten van der Vleuten                     | Speechless (EOB Instrumentals)                                                                 | digitaal      | Signum             | album                                                                                   |
| 2009 | Maarten van der Vleuten                     | ECT For Piano                                                                                  | cd            | Signum             |                                                                                         |
| 2009 | Major Malfunction                           | 707-303                                                                                        | digitaal      | Signum             | e.p.                                                                                    |
| 2009 | Maarten van der Vleuten                     | Mauer                                                                                          | digitaal      | Signum             | single                                                                                  |
| 2009 | Maarten van der Vleuten                     | Helikopter Doemskenario                                                                        | digitaal      | Signum             | e.p.                                                                                    |
| 2010 | Maarten van der Vleuten                     | Jongensbacteriën                                                                               | digitaal      | Signum             | single                                                                                  |
| 2010 | Maarten van der Vleuten                     | A True & Faithful Relation Of What Passed For Many Years Between Dr. John Dee And Some Spirits | cd            | Evening Of Light   |                                                                                         |
| 2010 | MVDV                                        | CTRL e.p.                                                                                      | 12"           | Shipwrec           |                                                                                         |
| 2011 | Maarten van der Vleuten                     | The Scars Remain                                                                               | dubbel-lp     | Tonefloat          |                                                                                         |
| 2011 | MVDV                                        | No Religion                                                                                    | digitaal      | Signum             | single                                                                                  |
| 2012 | Maarten van der Vleuten                     | Are You Worthy?                                                                                | cd            | Tonefloat          |                                                                                         |
| 2012 | Maarten van der Vleuten                     | Systematically Declassified                                                                    | digitaal      | Signum             | album                                                                                   |
| 2012 | Maarten van der Vleuten                     | Systematically Declassified 2                                                                  | digitaal      | Signum             | album                                                                                   |
| 2012 | Maarten van der Vleuten                     | Summer Of 909                                                                                  | 12"           | In Plain Sight     |                                                                                         |
| 2013 | Maarten van der Vleuten                     | Internaut e.p.                                                                                 | 12"           | Shipwrec           |                                                                                         |
| 2013 | Maarten van der Vleuten                     | Auseinander                                                                                    | 7"            | Signum             | inclusief bladmuziek                                                                    |
| 2013 | MVDV Presents Noise Architect               | No Escape/Exorcise It                                                                          | 7"            | Signum, MAWA       |                                                                                         |
| 2013 | MVDV                                        | RE-DSCVRD e.p.                                                                                 | 12"           | Optimo Trax        |                                                                                         |

## Compilatiealbums
De volgende nummers zijn uitsluitend uitgebracht op compilatiealbums.
| Jaar | Pseudoniem of groepsnaam               | Titel                                                                             | Titel compilatie- album                                      | Formaat                  | Label                  | Auteur            |
| ---- | -------------------------------------- | --------------------------------------------------------------------------------- | ------------------------------------------------------------ | ------------------------ | ---------------------- | ----------------- |
| 1992 | Integrity                              | Lust                                                                              | Rave On                                                      | cd, dubbel-cd, cassette  | Dino Music             |                   |
| 1993 | Major Malfunction                      | House Shield Re-Activated                                                         | Surreal Sound Tape Vol. 1                                    | cassette bij tijdschrift | Surreal Sound          |                   |
| 1994 | Flux                                   | Expanding Universe                                                                | The Ambient Groove Volume 3                                  | cd, dubbel-cd, cassette  | ESP Records            |                   |
| 1994 | Party Marty                            | Dissound                                                                          | Amsterdam Dance Zone                                         | cd                       | Halley                 | Major Malfunction |
| 1994 | Party Marty                            | Slave To The Rhythm                                                               | Amsterdam Dance Zone                                         | cd                       | Halley                 | Major Malfunction |
| 1994 | Flash Back                             | Get Up                                                                            | Amsterdam Dance Zone                                         | cd                       | Halley                 | M. v.d. Vleuten   |
| 1994 | V48                                    | Dizzy                                                                             | Amsterdam Dance Zone                                         | cd                       | Halley                 | M. v.d. Vleuten   |
| 1994 | DJ G-Spot                              | Power Of Love                                                                     | Amsterdam Dance Zone                                         | cd                       | Halley                 | Error 144         |
| 1994 | DJ G-Spot                              | Make It Right                                                                     | Amsterdam Dance Zone                                         | cd                       | Halley                 | Error 144         |
| 1994 | E414                                   | The Only Ones                                                                     | Amsterdam Dance Zone                                         | cd                       | Halley                 | Error 144         |
| 1994 | Flux                                   | Vanessa Es Paradis Terrenal                                                       | Amsterdam Dance Zone                                         | cd                       | Halley                 | M. v.d. Vleuten   |
| 1995 | In-Existence                           | Herbe Mystique                                                                    | Surreal Sound Tape Vol. 2                                    | cassette bij tijdschrift | Surreal Sound          |                   |
| 1995 | E144                                   | Esther 29                                                                         | Surreal Sound Tape Vol. 2                                    | cassette bij tijdschrift | Surreal Sound          |                   |
| 1995 | E144                                   | Automatic Gun                                                                     | Surreal Sound Tape Vol. 2                                    | cassette bij tijdschrift | Surreal Sound          |                   |
| 1995 | E414                                   | Drama                                                                             | Virtual Mellow                                               | cd                       | Halley                 | Error 144         |
| 1995 | Flux                                   | I'm Not Pretending                                                                | Virtual Mellow                                               | cd                       | Halley                 | M. v/d Vleuten    |
| 1995 | Integrity                              | Wow Hey Hey                                                                       | Virtual Mellow                                               | cd                       | Halley                 | M. v/d Vleuten    |
| 1995 | Integrity                              | I Touch You                                                                       | Virtual Mellow                                               | cd                       | Halley                 | M. v/d Vleuten    |
| 1995 | Zimt                                   | V.H.                                                                              | Virtual Mellow                                               | cd                       | Halley                 | Error 144         |
| 1995 | E144                                   | Thunderstorm In Disneyland                                                        | Powertranz Vol. 1                                            | cd                       | Halley                 | Error 144         |
| 1995 | E144                                   | Gargel Blaster                                                                    | Powertranz Vol. 1                                            | cd                       | Halley                 | Error 144         |
| 1995 | Cryptic                                | Dadeluc                                                                           | Powertranz Vol. 1                                            | cd                       | Halley                 | M. v.d. Vleuten   |
| 2007 | Maarten van der Vleuten                | Reptv                                                                             | New Deal                                                     | dubbel-12"               | Eat Concrete           |                   |
| 2009 | Maarten van der Vleuten                | Solar Observation AR 981, Lower Imbrian, A Thousand Shooting Stars, HAARP 6792kHz | Visionary Milieux                                            | dubbel-cd                | Isigtuteot             |                   |
| 2010 | Maarten van der Vleuten                | CLMX                                                                              | N3XT E.P.                                                    | 12"                      | Carbon Stained Records |                   |
| 2011 | Maarten van der Vleuten                | MYM7                                                                              | You Are Here: A Compilation Of Lowlands Electronics          | digitaal                 | Connexion Bizarre      |                   |
| 2011 | Maarten van der Vleuten & Dirk Serries | Murmlefish                                                                        | TF100                                                        | dubbel-10", cd           | ToneFloat              |                   |
| 2013 | Maarten van der Vleuten                | Posthuman Adaption Of Auseinander                                                 | Mind The Gap #100 (cd 2): ‘We Demand A New Future For Music’ | dubbel-cd                | Gonzo Circus           |                   |
| 2013 | 48V Spargel Brothers                   | Bitten                                                                            | Spargel Trax Vol 4                                           | 12"                      | Don't Be Afraid        |                   |

## Remixen
| Jaar | Pseudoniem of groepsnaam | Titel remix                                                              | Originele artiest        | Titel album                          | Label                 | Opmerking                                        |
| ---- | ------------------------ | ------------------------------------------------------------------------ | ------------------------ | ------------------------------------ | --------------------- | ------------------------------------------------ |
| 1991 | Maarten van der Vleuten  | Dominator (World Domination Remix)                                       | Human Resource           | Dominator Re-Remixes E.P.            | R&S                   | 12”                                              |
| 1992 | G-Spot                   | Calypso Interlude G-Spot Mix                                             | Ralphie Dee & Dino Blade | Calypso Interlude                    | Music Man             | 12”                                              |
| 1992 | Major Malfunction        | Weird Science Major Malfunction Mix                                      | Hole in One              | First Hole E.P.                      | See Saw               | 12”                                              |
| 1992 | D.J. G-Spot              | Transform (ed) D.J. G-Spot Transmix                                      | Transform                | Transformixed E.P.                   | See Saw, Overdance!   | cd-single, 12"                                   |
| 1992 | D.J. G-Spot              | X-Paradise D.J. G-Spot Mix                                               | Hole in One              | X-Paradise The Remixes               | See Saw, Downtown     | 12"                                              |
| 1992 | D.J. Dusk                | X-Paradise D.J. Dusk (P&D) Mix                                           | Hole in One              | X-Paradise The Remixes               | See Saw, Downtown     | 12"                                              |
| 1992 | Major Malfunction        | Some Mushrooms Approach Major Malfunction Remix                          | Toxit                    | Toxit E.P.                           | See Saw               | 12"                                              |
| 1992 | Major Malfunction        | Close Encounters of the 4th Kind/Major Malfunction of the 4th Kind Remix | Hole In One              | Tales from the Planet Onhcet E.P.    | See Saw               | 12"                                              |
| 1993 | G.Spot                   | Transformation G.Spot Mark II Mix                                        | Transform                | Transformation (The Remixes) E.P.    | See Saw               | 2x12"                                            |
| 1993 | Maarten                  | Heaven's Ritual Maarten Mix 1, Heaven's Ritual Maarten Mix 2             | C3PO                     | Heaven's Ritual                      | See Saw               | 12"                                              |
| 1993 | Maarten van der Vleuten  | Transformation Transmix                                                  | Transform                | Transformation                       | Overdance!            | cd-single, 12"                                   |
| 1993 | Gangrene                 | Bounce Disease Mix, Bounce Migraine Mix                                  | Space Trax               | Bounce                               | Music Man             | 12"                                              |
| 1993 | Maarten van der Vleuten  | Transform(ed) Transmix                                                   | Transform                | Transformixed E.P.                   | Overdance!            | cd-single, 12"                                   |
| 1993 | Flux                     | Robogroove Flux Remix                                                    | Trance Induction         | Advanced Sonic Rituals E.P.          | Prime                 | 12"                                              |
| 1993 | Maarten van der Vleuten  | Robogroove III Remix                                                     | Trance Induction         | Electrickery                         | Prime, Guerilla       | cd, dubbel-lp                                    |
| 1994 | Maarten van der Vleuten  | Extra Terrestrial Welcome Song 2 Flux Remix                              | Trance Induction         | Capita Selecta                       | Prime                 | 12”                                              |
| 1995 | M. v. d. Vleuten         | Dance For The Future Beton Mix                                           | Jimmy Crash              | H.A.O.S.                             | Direct Drive          | 12”                                              |
| 1995 | Flux                     | Hydr(o)Remix by D.J. joost & Flux                                        | Aquarhythms              | Greetings From Deepest America       | Phono                 | cd, dubbel-lp. Remix i.s.m. D.J. Joost de Lijser |
| 2009 | Maarten van der Vleuten  | Black Box Warning {Through The Cracks In The Box Mix}                    | Unknown Artist           | May The Plague Be With You {remiXes} | Plague Recordings     | digitaal                                         |
| 2012 | Maarten van der Vleuten  | Kids In Belgium Up In The Clouds Remix                                   | French Theory            | Kids In Belgium Remixes              | Number Nine, Signum   | digitaal                                         |
| 2014 | Maarten van der Vleuten  | Storm Remix                                                              | In Sync                  | Storm / Evolution I                  | Last Known Trajectory | 12”                                              |

## Co-producties
| Jaar | Pseudoniem of groepsnaam | Bijdrage            | Titel                               | Hoofdartiest of groepsnaam | Titel album                         | Formaat | Label       | Opmerking                                              |
| ---- | ------------------------ | ------------------- | ----------------------------------- | -------------------------- | ----------------------------------- | ------- | ----------- | ------------------------------------------------------ |
| 1991 | Maarten van der Vleuten  | Componist, producer | Untitled                            | Mantrax                    | Scarlet Circus                      | 12”     | R&S         | i.s.m. Renaat Vandepapeliere en David Morley op kant A |
| 1991 | Maarten Vandervleuten    | Componist, producer | V48 (Moon 113)                      | Frank De Wulf              | The First 3 Years                   | cd      | Mikki House | i.s.m. Frank De Wulf                                   |
| 1993 | Party Marty              | Producer, technicus | The Second Groove 2 The Same Nation | Aardvarck                  | The Second Groove 2 The Same Nation | 12"     | Djax        | i.s.m. Mike Kivits                                     |